# دانترژم
شهر دانترژم (به فرانسوی: Dentergem) در شهرستان تیئلت در استان فلاندری غربی در منطقه فلاندری در کشور بلژیک واقع شده‌است.